# 邴集镇
邴集鎮，是中华人民共和国安徽省阜阳市界首市下辖的一个乡镇级行政单位。

## 歷史沿革
1953年9月撤市设界首县时，邴集、姜楼、赵寨等地从太和县划入。1957年2月合并为邴集乡。1958年9月并入光武前进公社。1961年归芦村人民公社。1978年2月复置邴集公社。1984年2月改为芦村区邴集乡。1992年12月撤区并乡，邴集乡、杨庄乡合并为邴集乡。2025年7月撤鄉設鎮。

## 行政区划
邴集鎮下辖以下地区：
邴集村、董寨村、邴李张村、三和村、东张村、王寨村、大董村和赵大庄村。